# Danske fodboldlandskampe i 1992
Danmarks fodboldlandshold spillede følgende Landskampe i 1992:
| Dato       | Hjemmehold | Udehold    | Resultat | Kamp type                  |
| ---------- | ---------- | ---------- | -------- | -------------------------- |
| 8.4.1992   | Tyrkiet    | Danmark    | 2-1      | Venskabskamp(Ankara)       |
| 29.4.1992  | Danmark    | Norge      | 1-0      | Venskabskamp(Århus)        |
| 3.5.1992   | Danmark    | SNG        | 1-1      | Venskabskamp(Brøndby)      |
| 11.6.1992  | England    | Danmark    | 0-0      | EM slutrunde(Malmö)        |
| 14.6.1992  | Danmark    | Sverige    | 0-1      | EM slutrunde((Stockholm)   |
| 17.6.1992  | Danmark    | Frankrig   | 2-1      | EM slutrunde((Malmö)       |
| 22.6.1992  | Holland    | Danmark    | 2-2*     | EM slutrunde((Göteborg)    |
| 26.6.1992  | Danmark    | Tyskland   | 2-0      | EM Finalen(Göteborg)       |
| 26.8.1992  | Letland    | Danmark    | 0-0      | VM Kvalifikation (Riga)    |
| 9.9.1992   | Danmark    | Tyskland   | 1-2      | Venskabskamp(Parken)       |
| 23.9.1992  | Litauen    | Danmark    | 0-0      | VM Kvalifikation (Vilnius) |
| 14.10.1992 | Danmark    | Irland     | 0-0      | VM Kvalifikation(Parken)   |
| 18.11.1992 | Danmark    | Nordirland | 1-0      | VM Kvalifikation(Belfast)  |